# Maserati Ghibli
Maserati Ghibli — автомобілі виробництва італійського виробника Maserati в трьох поколіннях: спочатку (Tipo AM115) в 1966-73 роках, потім як Maserati Ghibli II (Tipo AM336) в 1992-97 роках і третє покоління (Tipo M157) з 2013 року.

## Ghibli I (1966—1973)

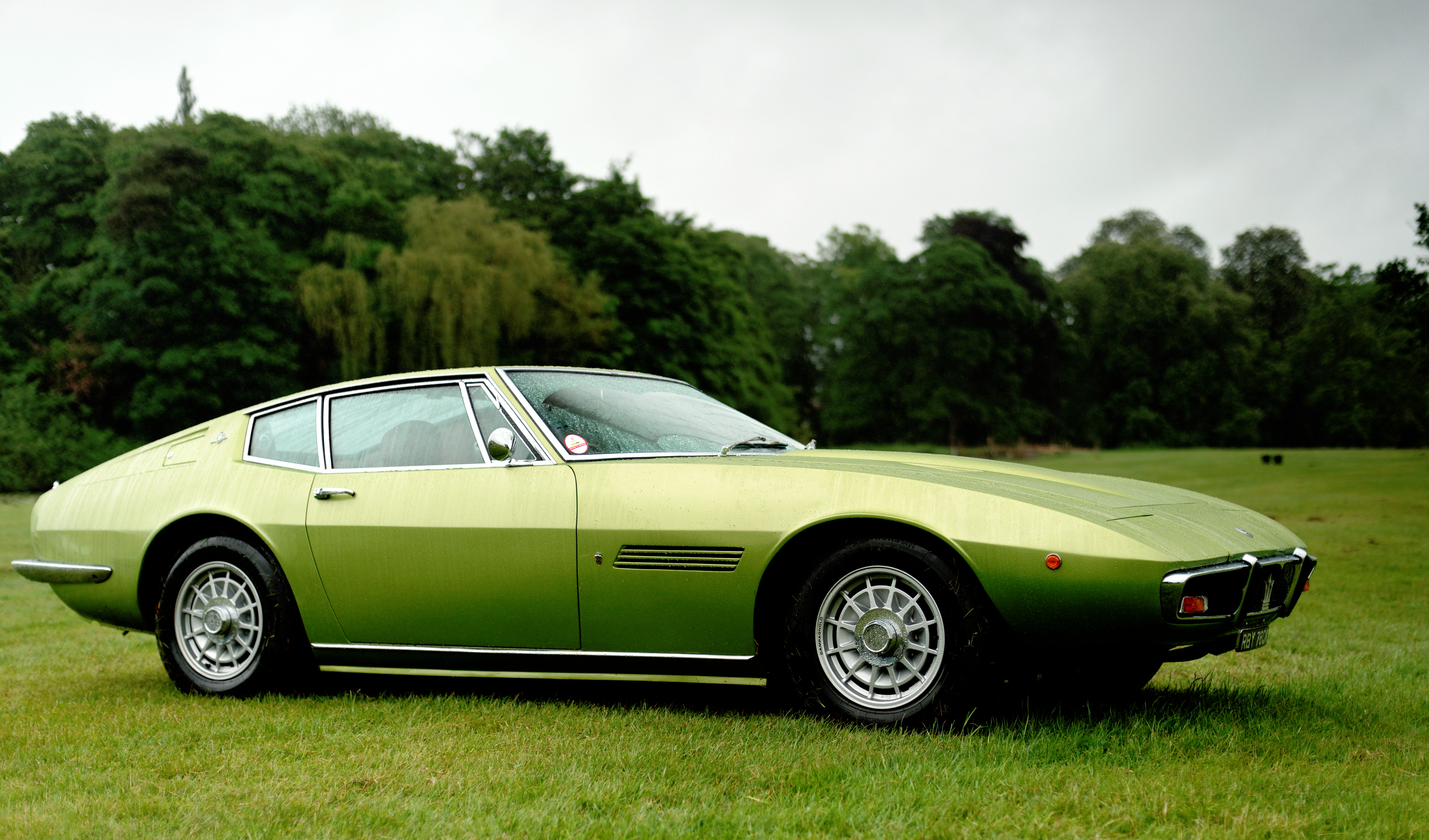
Maserati Ghibli I (1966—1973)

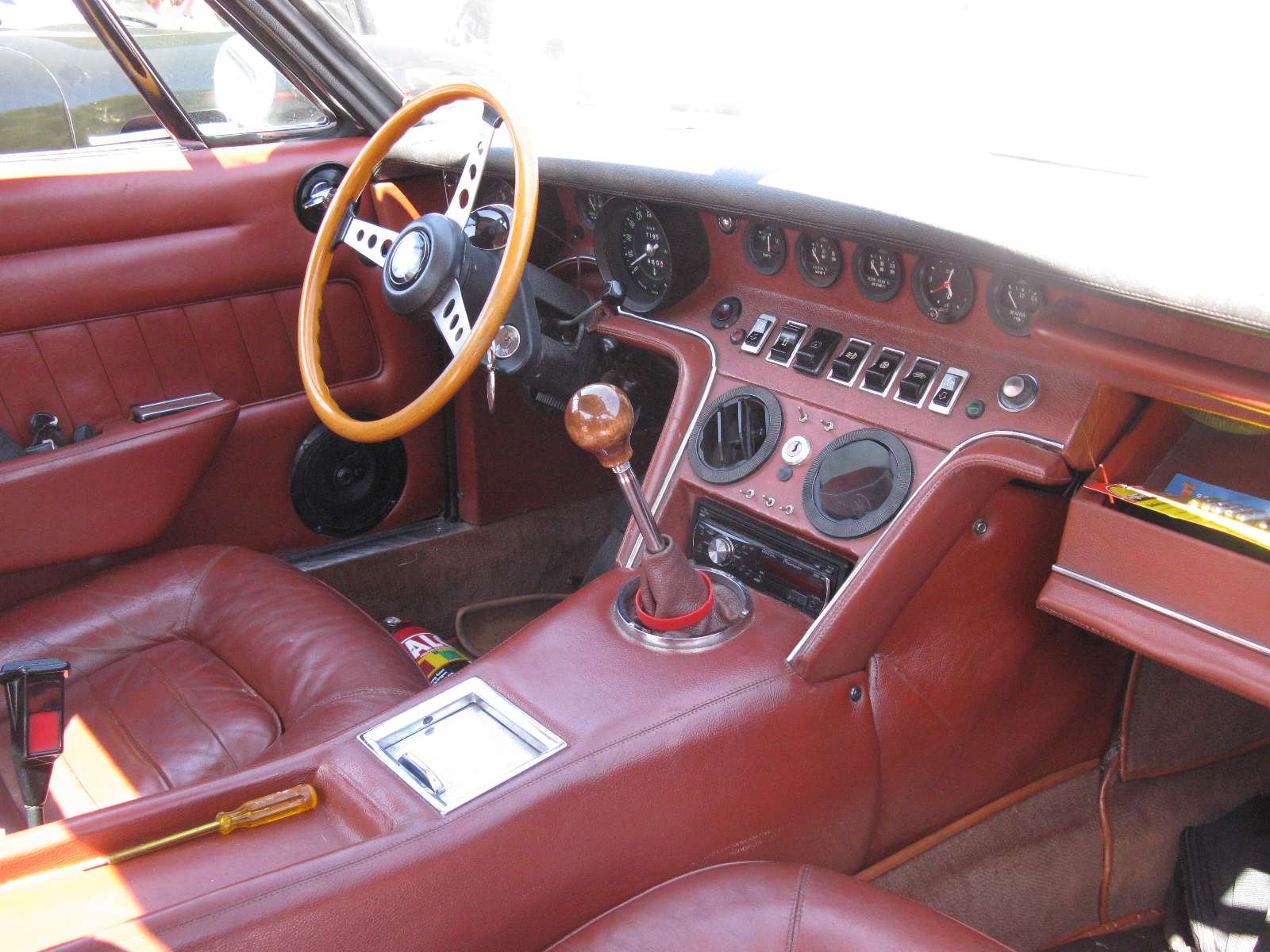

Модель Maserati Ghibli першого покоління з'явилася в 1966 році. Зовнішність купе (Tipo AM115) з посадковою формулою 2+2 створив Джорджетто Джуджаро, який працював тоді в ательє Ghia. Базовий мотор — V8 4.7 потужністю 314 к.с. Коробка передач — «механіка» на п'ять ступенів «в базі» і триступеневий «автомат» за доплату. У 1969-му з'явився відкритий варіант Ghibli Spyder і форсований Ghibli SS з двигуном V8 4.9 на 340 к.с. Випуск цього покоління завершився в 1973 році.
Всього виготовили 1.274 авто.

### Двигуни
- 4.7 л V8 DOHC 314 к.с.
- 4.9 л V8 DOHC 340 к.с.

## Ghibli II (1992—1997)

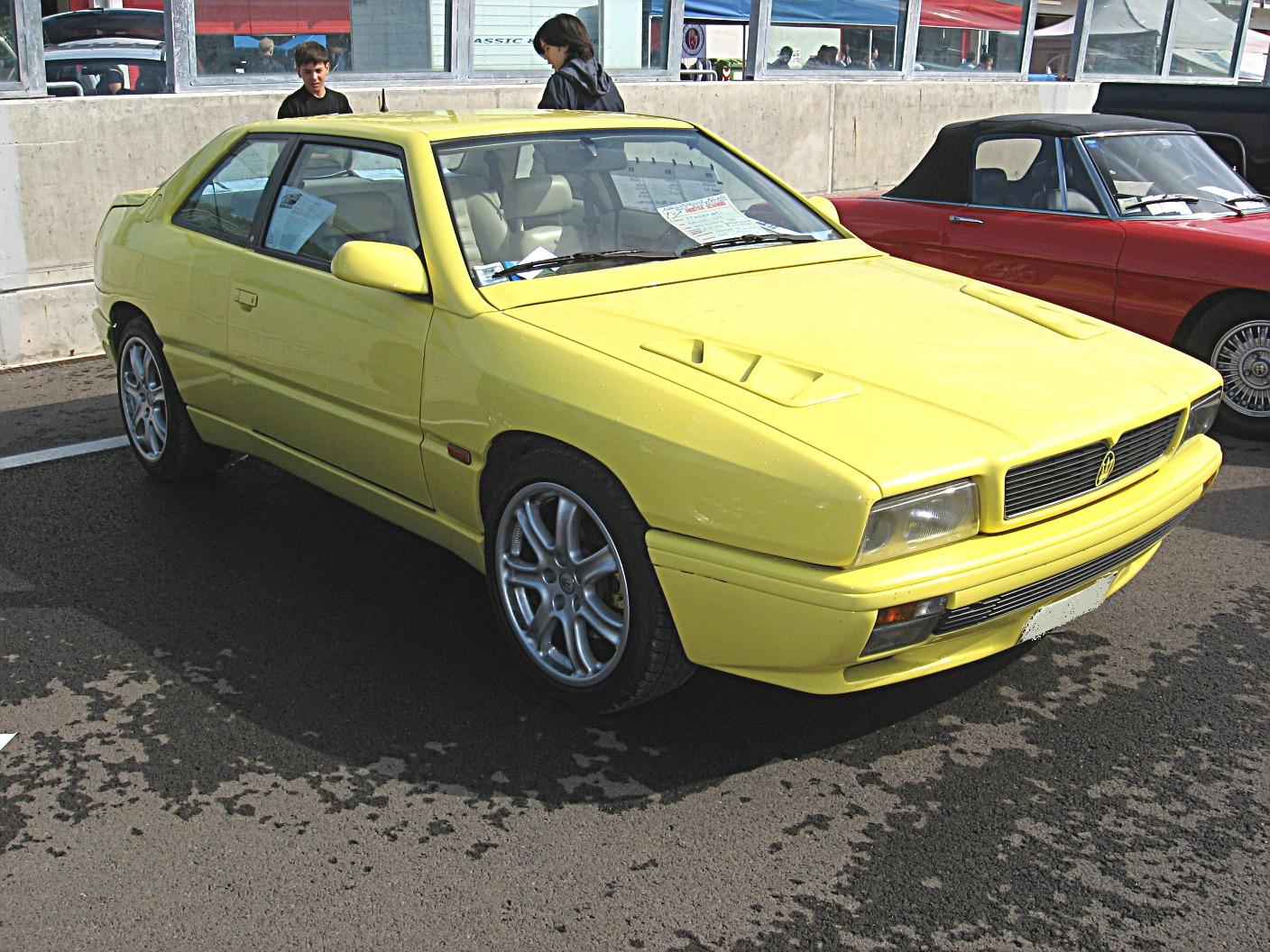
Maserati Ghibli II (1992—1997)

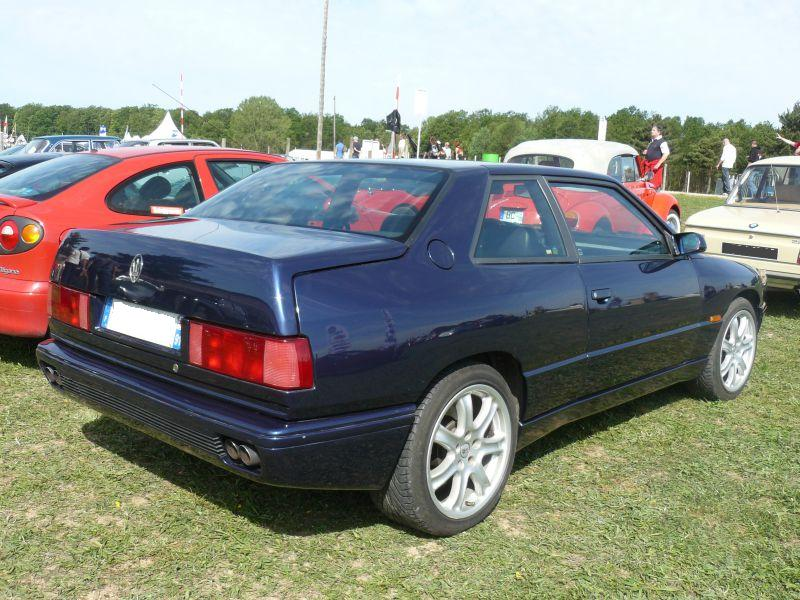

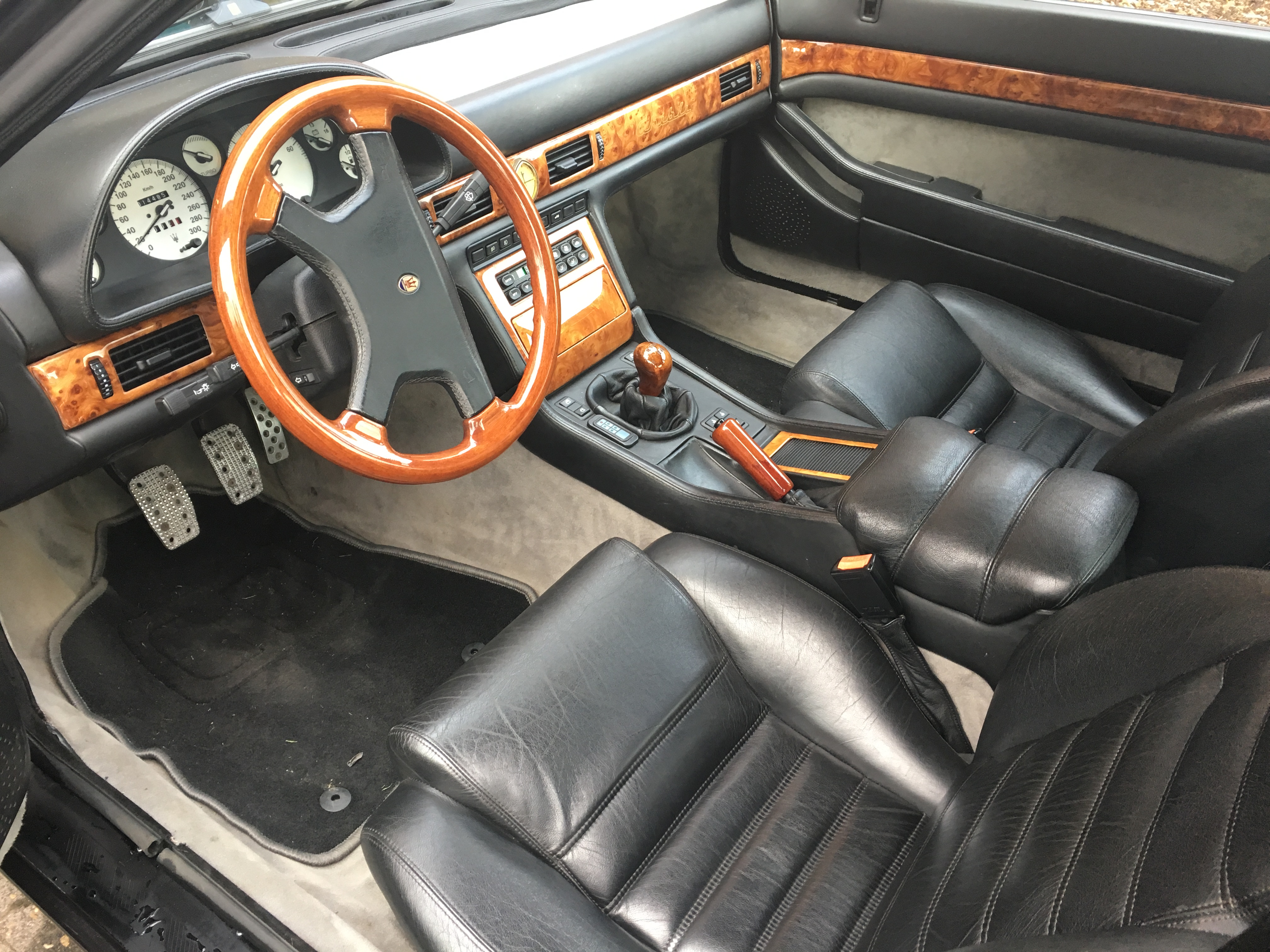

Двухдверка Ghibli другого покоління, над виглядом якої працював маестро Марчелло Гандіні, була еволюцією купе Biturbo. Саме у нього були запозичені шасі, силовий каркас кузова, двері, частини інтер'єру. А ось зовнішність італійці оновили, як і турбодвигуни. Агрегатів було два — V6 2.8 (288 к.с.) і V6 2.0 з віддачею від 310 «в базі» до 335 к.с. на версії Ghibli Cup. Остання розвивала максимальну швидкість 270 км/год. Коробки передач: «механіка» на п'ять або шість передач та «автомат» на чотири передачі. Купе (Tipo AM336) сполучило розкіш з хорошою технічною складовою: на різних виконаннях і модифікаціях можна було зустріти шкіру Connolly і обробку вязом, електроннокеровані амортизатори і турбокомпресор на роликових підшипниках.

### Двигуни
- 2.0 л V6 twin-turbo 310—335 к.с.
- 2.8 л V6 twin-turbo 288 к.с.

## Ghibli III (2013-2023)

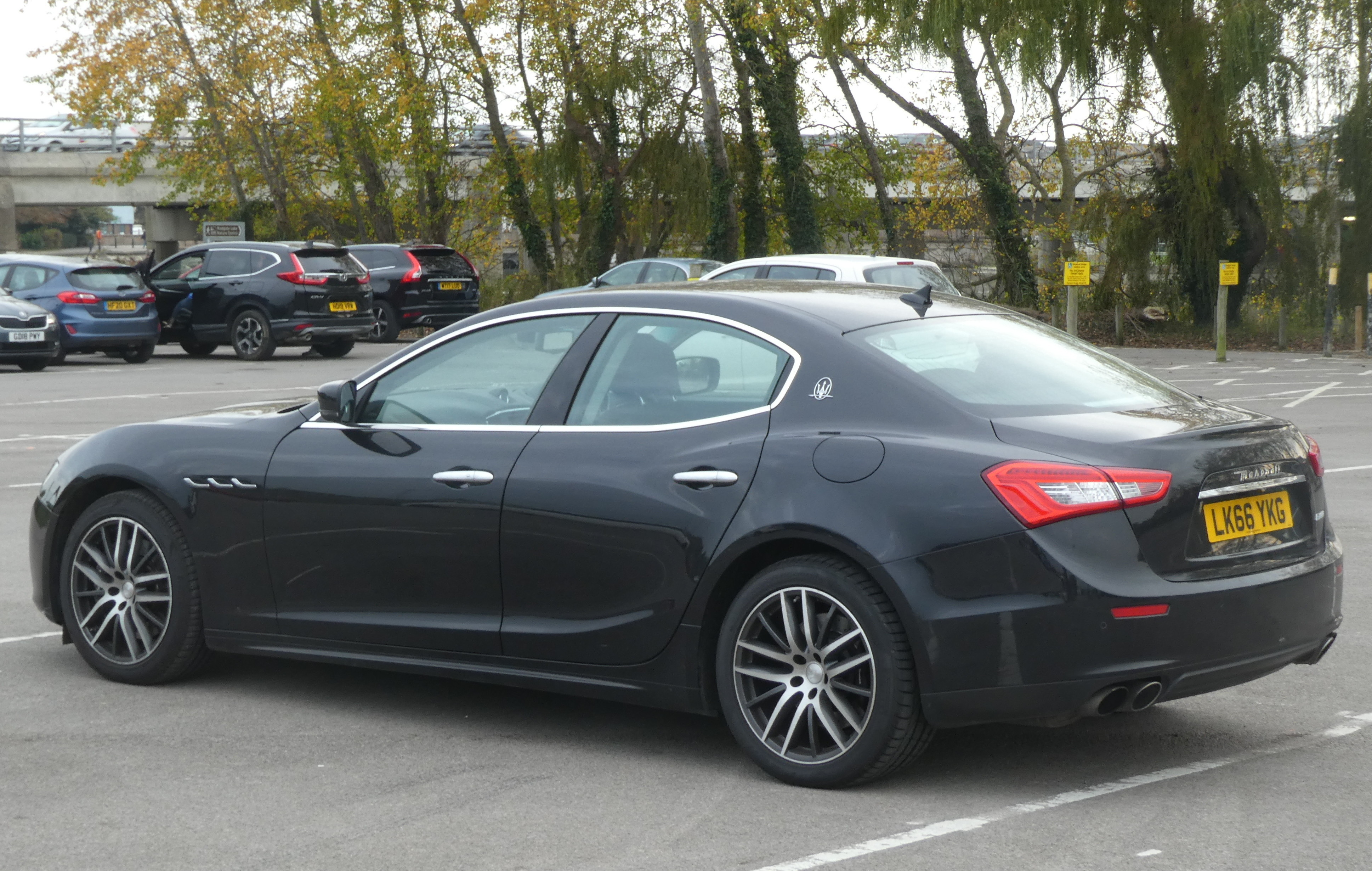
Maserati Ghibli III (2013—2018)

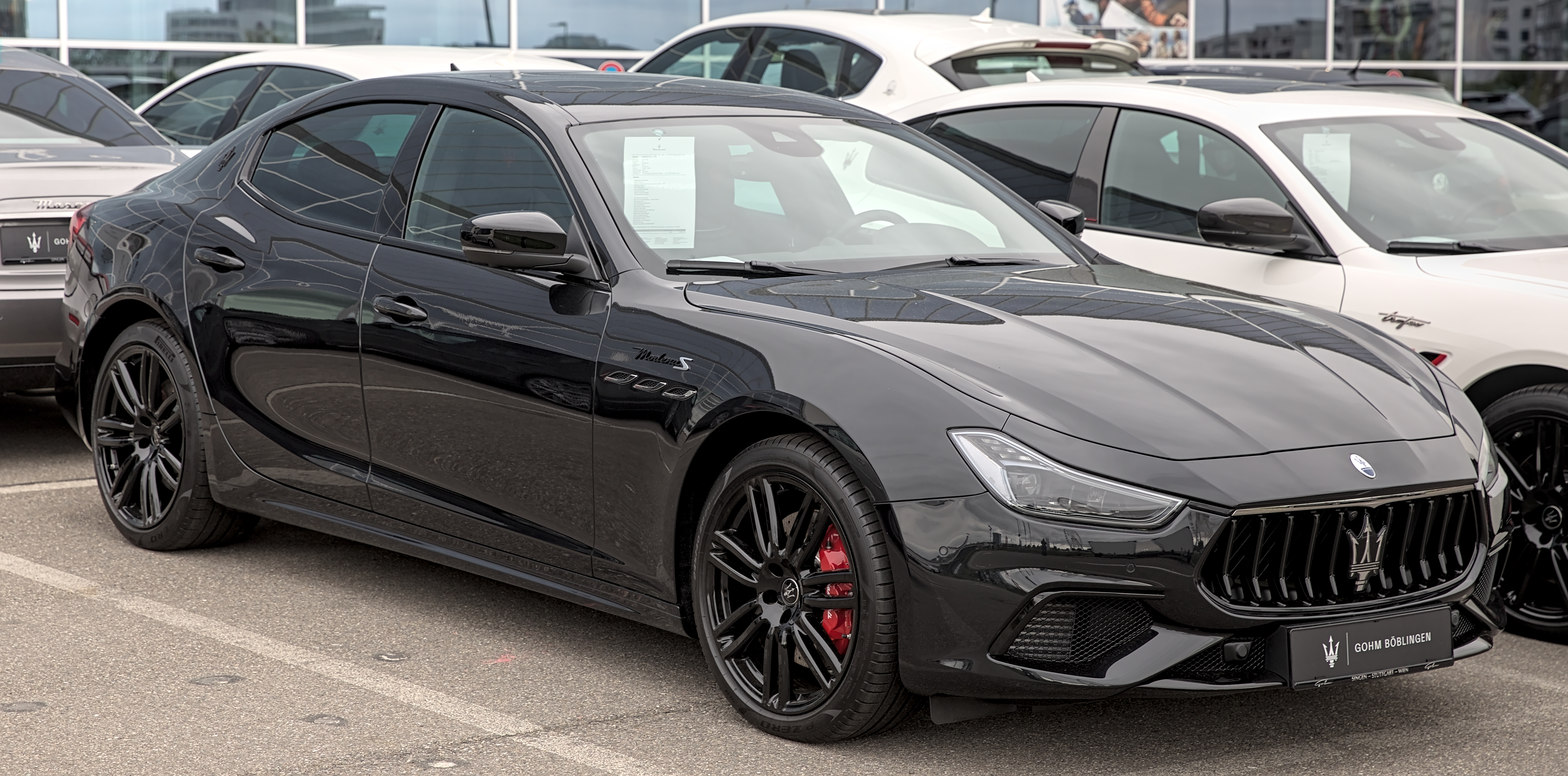
Maserati Ghibli III (з 2018)

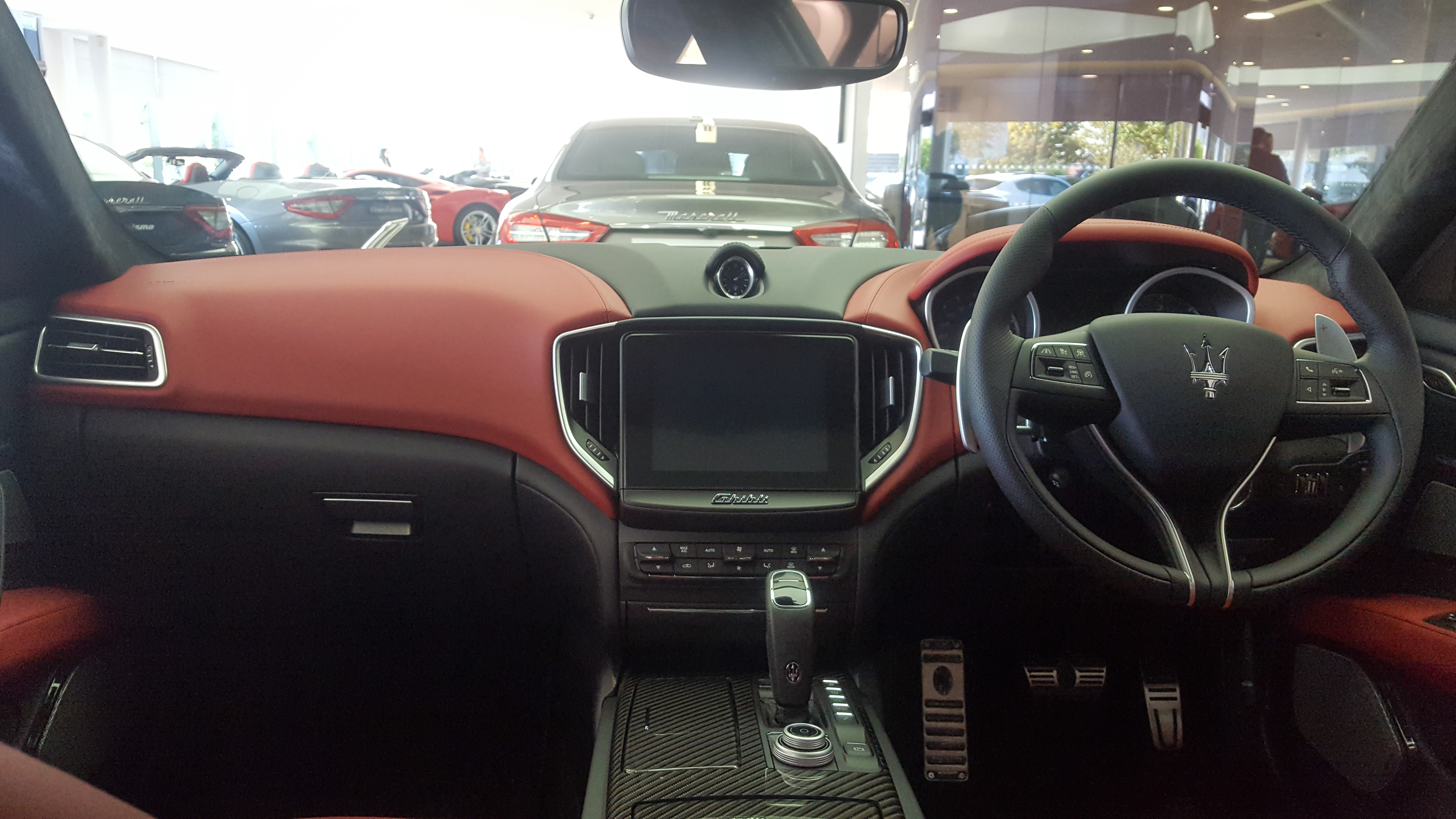

9 квітня 2013 року представлено перші офіційні фотографії седана Maserati Ghibli третього покоління, який побудований на базі Chrysler 300, складає конкуренцію автомобілям BMW 5 Серії, Jaguar XF та Mercedes-Benz E-Класу. Офіційна презентація моделі відбулася 22 квітня 2013 року на Шанхайському автосалоні.
Седан Ghibli (Tipo M157) доступний в задньо-або повнопривідному виконанні, з восьмиступеневою АКПП фірми ZF. Двигунів для Ghibli придумано три. Це пара бензинових V-подібних «шестірок» 3.0 л на вибір: перший варіант — 410 к.с. і 550 Нм, другий — 330 к.с. і 500 Нм. В одному випадку повнопривідний Ghibli розвиває 100 км/год за 4,8 с (задній привід на 0,2 с повільніше), в іншому за 5,6 с. Також пропонується 3.0 л турбодизель (275 к.с., 600 Нм), що прискорює Ghibli до 100 км/год за 6,3 с. Останній розроблений колишнім мотористом формульної команди Ferrari Пауло Мартінеллі. Maserati Ghibli з дизельним двигуном витрачає менше ніж 6 л/100 км. А найекономніший бензиновий двигун споживає 9,6 л на 100 км.
У 2016 році базова комплектація Ghibli поповнилась системою стоп/старт, моніторингом сліпих зон, системою попередження про об'єкти, які рухаються у поперечному напрямку позаду автомобіля, функцією відкривання багажного відділення без рук, преміум аудіосистемою Harman/Kardon на 900 ватів, розумним персональним програмним агентом, новими варіантами коліс та пакетом для інтер'єру Ermenegildo Zegna.   
У 2018 році модель модернізували, змінивши зовнішній вигляд. Автомобіль отримав діодні фари головного світла.
В серпні 2020 року почалися продажі модифікації Ghibli Trofeo з двигуном 3,8 л Biturbo V8 потужністю 580 к.с. 730 Нм.
У вересні 2020 року почалися продажі Ghibli Hybrid сумарною потужністю 330 к.с. 450 Нм.

### Технічні характеристики
| Модель                | Ghibli           | Ghibli S         | Ghibli Trofeo    | Ghibli Diesel 250   | Ghibli Diesel 275   |
| Тип Двигуна           | 3,0 V6 TwinTurbo | 3,0 V6 TwinTurbo | 3,8 V8 TwinTurbo | 3,0 V6 Turbo Diesel | 3,0 V6 Turbo Diesel |
| Об'єм                 | 2979 см3         | 2979 см3         | 3799 см3         | 2987 см3            | 2987 см3            |
| Потужність            | 330 к.с.         | 410 к.с.         | 580 к.с.         | 250 к.с.            | 275 к.с.            |
| Крутний момент        | 500 Нм           | 550 Нм           | 730 Нм           | 570 Нм              | 600 Нм              |
| Трансмісія            | RWD              | RWD/AWD          | RWD              | RWD                 | RWD                 |
| Максимальна швидкість | 263 км/год       | 285 км/год       | 326 км/год       | 240 км/год          | 250 км/год          |
| Динаміка 0-100 км/год | 5,6 с            | 5,0 с            | 4,3 с            | 6,7 с               | 6,3 с               |

### Продажі
| рік  | Європа | США   |
| ---- | ------ | ----- |
| 2013 | 339    | -     |
| 2014 | 4,238  | -     |
| 2015 | 4,644  | 7,925 |
| 2016 | 4,124  | 7,100 |
| 2017 | 2,981  | 5,563 |
| 2018 | 2,534  | -     |
| 2019 | 1,723  | -     |
| 2020 | 1,006  | -     |
| 2021 | 1,434  | -     |